# Liste der Geotope im Landkreis Weimarer Land
Im Landkreis Weimarer Land gab es im Juni 2024 insgesamt 20 erfasste Geotope.

## Geotope

### Gesteine
| ID      | Bild | Bezeichnung                                  | Art                                                                                           | Stratigraphie       | Beschreibung | Gemeinde   | Lage |
| ------- | ---- | -------------------------------------------- | --------------------------------------------------------------------------------------------- | ------------------- | --- | ---------- | ---- |
| AP_102  |      | Grenzdolomit – Hopfgarten                    | Wechsellagerung von grauen bis gelben karbonatischen Tonstein- und Dolomitbänken (ca. 10 cm). | Grenzdolomit        | Am Nordausgang der Straße Richtung Weimar befindet sich der ursprünglich 15 m lange und 1,20 m hohe Aufschluss des Grenzdolomites, der den Übergang vom Unteren zum Mittleren Keuper bildet. Es handelt sich um eine Wechsellagerung von grauen bis gelben karbonatischen Tonstein- und Dolomitbänken. | Grammetal  | Lage |
| AP_1122 |      | Tongrube Mönchenholzhausen                   | Tonsteine, Sandsteine, Dolomite                                                               | Unterer Keuper      | Unmittelbar nördlich Mönchenholzhausen befindet sich der ca. 18 m tiefe Steinbruch, in dem Tonsteine zur Ziegelherstellung gewonnen wurden. In der Grube sind die Schichten des Unteren Keupers („Lettenkohlenkeuper“) aufgeschlossen. Seit der Einstellung des Abbaus in den 70er Jahren aufgrund zu geringer Tonanteile, ist die Grubensohle fast komplett mit Bäumen und Büschen überwachsen. Weiterhin kam es zur Bildung eines kleinen Teiches und die Grube entwickelte sich zu einem wertvollen Biotop. In diesem Gebiet konnten 175 Pflanzenarten nachgewiesen werden. | Grammetal  | Lage |
| AP_1120 |      | Steinbruch an der Rauschenburg bei Bad Berka | Kalke, Mergel                                                                                 | Unterer Muschelkalk | Von 1901 bis 1968 wurde in diesem Steinbruch an der Rauschenburg Kalk für die ehemaligen Zementwerke Bad Berka gefördert. Auf einer Länge von ca. 150 m und einer Breite von 50 m ist durch den Abbau der Hang angeschnitten worden. Die Steinbruchwände haben eine Höhe zwischen 5 und 15 m. Aufgeschlossen sind die Terebratelzone (nach dem Leitfossil, dem Brachiopoden Coenothyris (Terebratula) vulgaris) mit den zwei Terebratel-Bänken und im Liegenden ein Äquivalent der Spiriferina-Bank. Die Bänke liegen im Mittleren Wellenkalk des Unteren Muschelkalkes. Im Bereich der z. T. stark bemoosten und verbuschten Bruchsohle ist ein fossiler Meeresboden mit Brachiopoden, Muscheln, dem Spurenfossil Rhizocorallium commune und Wellenrippeln aufgeschlossen. H. SEIFERT (1928) beschrieb das Profil des Steinbruches an der Rauschenburg als eines der Referenzprofile für den Unteren Muschelkalk in Mittelthüringen. | Hetschburg | Lage |

### Fossilien
| ID      | Bild | Bezeichnung                         | Art                                      | Stratigraphie | Beschreibung | Gemeinde  | Lage |
| ------- | ---- | ----------------------------------- | ---------------------------------------- | ------------- | --- | --------- | ---- |
| AP_1822 |      | Kalksteinbruch an der „Krähenhütte“ | Dolomikrite, Kalkarenite und Mergelkalke | Muschelkalk   | Aufgeschlossen ist ein etwa 15 m mächtiges Profil im Grenzbereich der obersten Teile des Mittleren Muschelkalks bis zum Trochitenkalk des Oberen Muschelkalks. Der Aufschluss befindet sich im Bereich der Finne-Störung, die die gesamte Schichtfolge aufgeschleppt, steilgestellt und im Störungsbereich versetzt hat. Das Profil beginnt im Liegenden mit hellgrauen, dolomitischen Mergelsteinen des Mittleren Muschelkalks und wird gefolgt von einer 10 m mächtigen Schichtfolge der „Gelben Basisschichten“. Sie bestehen aus einer Wechsellagerung von Mergelsteinen und Knauerkalken. Darüber folgen die 2–2,5 m mächtigen Kalkarenite des Trochitenkalks, die durch mergelige Zwischenmittel und Knauerkalke getrennt werden. Bekanntheit bekamen diese Schichten im Steinbruch durch eine Vielzahl von Wirbeltierfunden (Nothosaurus). | Bad Sulza | Lage |

### Lagerungsverhältnisse/Tektonik
| ID      | Bild | Bezeichnung            | Art | Stratigraphie | Beschreibung | Gemeinde  | Lage |
| ------- | ---- | ---------------------- | --- | ------------- | --- | --------- | ---- |
| AP_1152 |      | Steinbruch Krähenhütte | mmWO/mmDO: Mergelsteine, teils bioklastführende Arenite; moT: Knauerkalke, Mergelsteine, Trochitenkalk | Trias         | Im stillgelegten Steinbruch Krähenhütte auf dem südlichen Talhang der Ilm sind gefaltete und stark klüftige marine Kalk- und Mergelsteine aus der Zeit des Muschelkalks aufgeschlossen. Im Einflussbereich der Finne-Störung wurden die Gesteine tektonisch stark beansprucht. Im späten 18. und frühen 19. Jh. war der Steinbruch eine bedeutende Fossilfundstelle, deren Exponate heute im Naturkundemuseum Erfurt zu besichtigen sind und eine Rekonstruktion des Lebensraumes mesozoischer Reptilien gestatten. | Bad Sulza | Lage |

### Glaziale und periglaziale Abtragungs- und Ablagerungsformen
| ID     | Bild | Bezeichnung                      | Art                                                                                    | Stratigraphie   | Beschreibung | Gemeinde          | Lage |
| ------ | ---- | -------------------------------- | -------------------------------------------------------------------------------------- | --------------- | --- | ----------------- | ---- |
| AP_62  |      | Findlinge in Bechstedtstraß      | Zwei Orthogneise (mit verwitterten Feldspat) und einem Granit (mit viel Kalifeldspat). | Pleistozän      | Die drei Findlinge in Bechstedtstraß stammen aus Skandinavien (vermutl. Småland/Schweden) und wurden vor ca. 400.000 Jahren während der Elster-Kaltzeit bis in das heutige Thüringen transportiert. Sie markieren somit die Südgrenze der Vereisung. Bei dem kleinen Block handelt es sich um einen rotbraunen Granit, der viel Kalifeldspat enthält. Die beiden großen Blöcke bestehen aus rötlichem Gneis mit verwitterten Feldspäten.                        | Grammetal         | Lage |
| AP_61  |      | Findlinge in Utzberg             | Mittelkörnige Granite mit Kalifeldspat (rot).                                          | Pleistozän      | Mitten in Utzberg liegen zwei rotbraune mittelkörnige Findlinge aus Granit. Sie stammen aus Skandinavien (vermutl. Småland/Schweden) und wurden vor ca. 400.000 Jahren während der Elster-Kaltzeit durch Gletscher bis in das heutige Thüringen transportiert. Sie markieren somit die Südgrenze der Vereisung. Beide sind als geologische Naturdenkmale ausgewiesen.                                                                                           | Grammetal         | Lage |
| AP_64  |      | Fünf Findlinge in Ulla           | Zwei Granite, zwei Orthogneise und ein Gneis (evtl. Paragneis).                        | Pleistozän      | Auf dem Dorfplatz, 15 m südlich der Kirche in Ulla, sind gut sichtbar fünf Findlinge platziert. Diese wurden während der Elster-Eiszeit vor ca. 400.000 Jahren vermutlich aus Småland/Schweden durch einen Gletscher bis in dieses Gebiet transportiert. Damit markieren sie die südlichste Grenze der Inlandvereisung. Es handelt sich um zwei Granite, zwei Orthogneise und um einen Gneis (vermutlich Paragneis).                                            | Grammetal         | Lage |
| AP_103 |      | Glaziäre Bildungen – Hopfgarten  | Gesteinskomponenten unterschiedlicher Herkunft                                         | Elster-Kaltzeit | Unmittelbar an der Straße, die von Hopfgarten nach Norden führt, befindet sich ein 4 m hoher Aufschluss. Hierbei handelt es sich um glaziale und periglaziale Abtragungs- und Ablagerungsformen aus der Elster-Kaltzeit, vor 400.000 Jahren. Die Gesteinskomponenten weisen unterschiedliche Herkunft auf. Des Weiteren wurde das darunter liegende Gestein (Grenzdolomit des Unteren Keupers) glaziär, d. h. durch den überfahrenden Gletscher, aufgearbeitet. | Grammetal         | Lage |
| AP_41  |      | Findling am Schloss in Kromsdorf | Granit                                                                                 | Pleistozän      | Neben dem Glockenhaus am Westtor des Schlosses liegt ein Findling aus rotbraunem Granit, der vor ca. 350 000 Jahren in der Elster-Kaltzeit von einem Gletscher aus Skandinavien bis an diesen Standort transportiert wurde. Dieser zur Hälfte im Boden steckende Findling stammt vermutlich aus Småland/Schweden und dokumentiert die Südgrenze der Maximalvereisung.                                                                                           | Ilmtal-Weinstraße | Lage |

### Lösungsbedingte Abtragungs- und Ablagerungsformen
| ID      | Bild | Bezeichnung                       | Art                                                                             | Stratigraphie           | Beschreibung | Gemeinde    | Lage |
| ------- | ---- | --------------------------------- | ------------------------------------------------------------------------------- | ----------------------- | --- | ----------- | ---- |
| AP_222  |      | Erdfall Ackermannssee Eichelborn  | Kalkton über Kalksteinfels (z. T. auch Lössschleier als Überlagerung)           | Oberer Muschelkalk      | Dieser nördlich von Eichelborn gelegene Erdfall gehört zu den wenigen noch verbliebenen Feuchtbiotopen des Landkreises im inneren des Thüringer Beckens. Seine Entstehung ist auf Auslaugungsvorgänge von Salinarbestandteilen (Salz und Gips/Anhydrit, hier ab ca. 70 m Teufe) liegenden Mittleren Muschelkalk zurückzuführen. In die dadurch gebildeten Hohlräume brachen die Gesteine des überlagernden Oberen Muschelkalks ein. In unmittelbarer Nachbarschaft befindet sich ein zweiter Erdfal (Hintersee)l. Der Erdfall ist einer von zahlreichen Subrosionserscheinungen (Erdfälle, Senken) entlang des Ausstriches des Oberen Muschelkalkes beidseits der Autobahn A4 zwischen Mellingen und EF-Möbisburg. Die reguläre Subrosion erfolgte hier vom Ausstrich des Mittleren Muschelkalkes randlich des Tannrodaer Sattels in nördliche bzw. nordwestliche Richtung. | Grammetal   | Lage |
| AP_221  |      | Erdfall Hintersee Eichelborn      | Kalk- und Kalkmergelsteine, Tonstein (z. T. auch Lössschleier als Überlagerung) | Oberer Muschelkalk      | Nördlich der A4, zwischen Eichelborn und Sohnstedt, befinden sich mehrere Erdfälle. Der Hintersee ist der nördlichste und mit einer Länge von ca. 130 m der größte dieser Gruppe. Die Entstehung des Erdfalles geht auf die unterirdische Lösung (Subrosion) von Gips- und Anhydritgestein (hier ab ca. 70 m Teufe) des Mittleren Muschelkalks zurück. Über den so entstandenen Hohlräumen brachen die Gesteine des anstehenden Oberen Muschelkalkes nach. Der Hintersee ist ein älterer Erdfall, die Verlandung ist bereits vorangeschritten. Der 250 m südlich gelegene Ackermanssee ist dagegen noch in Absenkung begriffen und mit Wasser gefüllt. Der Erdfall ist einer von zahlreichen Subrosionserscheinungen (Erdfälle, Senken) entlang des Ausstriches des Oberen Muschelkalkes beidseits der Autobahn A4 zwischen Mellingen und EF-Möbisburg. Die reguläre Subrosion erfolgte hier vom Ausstrich des Mittleren Muschelkalkes randlich des Tannrodaer Sattels in nördliche bzw. nordwestliche Richtung. | Grammetal   | Lage |
| AP_121  |      | Erdfall Igelsee Nohra             |                                                                                 | Oberer Muschelkalk      | Der südlich von Nohra gelegene Igelsee ist ein wassererfüllter Erdfall, der aufgrund von Auslaugung (Subrosion) von Salinarbestandteilen (Salz, Gips/Anhydrit) in den Gesteinen des Mittleren Muschelkalks (mm) in Tiefen ab ca. 70 m u. Gel. entstanden ist. In die dadurch entstandenen Hohlräume kam es zum Einsturz der darüber liegenden Schichten des anstehenden Oberen Muschelkalks (mo). Der Erdfall hat eine Ausdehnung von ca. 100 m × 70 m. Der Erdfall ist einer von zahlreichen Subrosionserscheinungen (Erdfälle, Senken) entlang des Ausstriches des Oberen Muschelkalkes beidseits der Autobahn A4 zwischen Mellingen und EF-Möbisburg. Die reguläre Subrosion erfolgte hier vom Ausstrich des Mittleren Muschelkalkes randlich des Tannrodaer Sattels in nördliche bzw. nordwestliche Richtung. | Grammetal   | Lage |
| AP_201  |      | Erdfall Isseroda                  |                                                                                 | Oberer Muschelkalk      | Der östlich von Isseroda gelegene Erdfall entstand aufgrund der Auslaugung (Subrosion) von Salinarbestandteilen (Salz, Gips/Anhydrit) in den Gesteinen des Mittleren Muschelkalks (mm) in Tiefen ab ca. 70 m u. Gel. In die dadurch entstandenen Hohlräume kam es zum Einsturz der darüber liegenden Schichten des anstehenden Oberen Muschelkalks (mo). Der Erdfall weist mit einer Ausdehnung von ca. 90 × 70 m eine leicht ovale Form auf und ist auf der Ostseite mit Wasser gefüllt. Der Erdfall ist einer von zahlreichen Subrosionserscheinungen (Erdfälle, Senken) entlang des Ausstriches des Oberen Muschelkalkes beidseits der Autobahn A4 zwischen Mellingen und EF-Möbisburg. Die reguläre Subrosion erfolgte hier vom Ausstrich des Mittleren Muschelkalkes randlich des Tannrodaer Sattels in nördliche bzw. nordwestliche Richtung. | Grammetal   | Lage |
| AP_101  |      | Erdfall östlich Troistedt         | Massige Kalkkomponenten in tonig-mergeliger Grundmasse; z. T. Muschelschill.    | Trias                   | Der östlich von Troistedt gelegene Erdfall entstand aufgrund der Auslaugung (Subrosion) von Salinarbestandteilen (Salz, Gips/Anhydrit) in den Gesteinen des Mittleren Muschelkalks (mm) in Tiefen ab ca. 65 m u. Gel. In die dadurch entstandenen Hohlräume kam es zum Einsturz der darüber liegenden Schichten des anstehenden Oberen Muschelkalks (mo). Der Erdfall weist eine längliche, ovale Form auf und ist mit Wasser gefüllt. Der Erdfall ist einer von zahlreichen Subrosionserscheinungen (Erdfälle, Senken) entlang des Ausstriches des Oberen Muschelkalkes beidseits der Autobahn A4 zwischen Mellingen und EF-Möbisburg. Die reguläre Subrosion erfolgte hier vom Ausstrich des Mittleren Muschelkalkes randlich des Tannrodaer Sattels in nördliche bzw. nordwestliche Richtung. | Grammetal   | Lage |
| AP_1121 |      | Erdfall „Müllersee“ bei Klettbach | Karbonate und Torf                                                              | Trias                   | Der Erdfall Müllersee liegt am nordöstlichen Rand der Erfurt-Tonndorfer Störungszone. Neben dieser tektonischen Beeinflussung ist seine Entstehung auf Auslaugungsvorgänge von Salinarbestandteilen (Salz und Gips/Anhydrit) im ab ca. 70 m Tiefe liegenden Mittleren Muschelkalk zurückzuführen. In die dadurch gebildeten Hohlräume brachen die Gesteine des überlagernden Oberen Muschelkalks ein. Im Gegensatz zu anderen Erdfällen der Region erfolgte der Einbruch nicht in runder bis ovaler Form, sondern sichelförmig. Da die Verlandung größer ist als die Absenkung wird der Charakter des jetzigen Teiches in Sumpfland bzw. anmoorigen Fläche übergehen. Junge Mudden- und Torfbildungen sind ebenfalls zu beobachten. Auch als Biotop hat der Standort Bedeutung. | Klettbach   | Lage |
| AP_1126 |      | Erdfall „Scheibengrube“ Tonndorf  | Sandstein                                                                       | Detfurth-Formation      | Die „Scheibengrube“, ein fast kreisrunder Erdfall, ist mit Wasser gefüllt und nimmt eine Fläche von ca. 0,8 ha ein. Er entstand infolge der Subrosion (unterirdischen Auslaugung) des Zechsteinsalinars in > 400 m Tiefe. Über dem dabei gebildeten unterirdischen Hohlraum brachen die Gesteine des Unteren und Mittleren Buntsandsteins schlotförmig ein. Die gesamte Einsenkung im Gelände beträgt oberflächlich ca. 12 m. Das Umfeld des Erdfalles ist durch die Forstbaumschule fast vollständig eingezäunt. Zugänglich ist die „Scheibengrube“ nur vom westlich gelegenen Stausee Hohenfelden, dessen Anlage und Form ebenfalls durch Subrosionsprozesse geprägt ist. Sowohl in Richtung Tonndorf als auch ca. 500 m östlich im angrenzenden Waldgebiet befinden sich weitere große Erdfälle, die aber bereits stärker verlandet sind. | Tonndorf    | Lage |
| AP_1124 |      | Erdfall Tonndorf                  | Sandstein und Schwemmlehm/Hangschutt                                            | Mittlerer Buntsandstein | Der Erdfall Tonndorf entstand, wie die östlich gelegenen „Scheibengrube“ infolge der Subrosion (unterirdischen Auslaugung) des Zechsteinsalinars in > 400 m Tiefe. Über dem dabei gebildeten unterirdischen Hohlraum brachen die Gesteine des Unteren und Mittleren Buntsandsteins ein. Der Erdfall ist annähernd kreisförmig und ständig mit Wasser erfüllt. | Tonndorf    | Lage |
| AP_1127 |      | Zwei Erdfälle bei Vollersroda     | Kalkstein, Mergel und Torf                                                      | Trias                   | Die Erdfälle befinden sich zwischen dem Park Belvedere und dem Autobahnparkplatz bei Vollersroda an der A4. Sie entstanden aufgrund von Auslaugung (Subrosion) der Salinarbestandteile (Salz, Gips/Anhydrit) in den Gesteinen des Mittleren Muschelkalks (mm), hier in Tiefen ab ca. 70 m u. Gel. In die dadurch entstandenen Hohlräume kam es zum Einsturz der darüber liegenden Schichten des anstehenden Oberen Muschelkalks (mo). Die Wasserfläche der ständig mit Wasser gefüllten Erdfälle ist bei hohem Wasserstand miteinander verbunden. Die gesamte Ausdehnung beider Erdfälle beträgt ca. 200 m × 70 m (ca. 120 × 70 m westlicher Erdfall, ca. 80 × 70 m östlicher Erdfall). In der Vergangenheit kam es zur Bildung von Torf, der in historischer Zeit hier gestochen wurde. Die Erdfälle sind Teil von zahlreichen Subrosionserscheinungen (Erdfälle, Senken, Erdfallquellen) entlang des Ausstriches des Oberen Muschelkalkes beidseits der Autobahn A4 zwischen Mellingen und Erfurt-Möbisburg.   | Vollersroda | Lage |